# سیارک ۱۲۱۵۷
سیارک ۱۲۱۵۷ (به انگلیسی: 12157 Konnen، نامگذاری:1070T-2) دوازده هزار و صد و پنجاه و هفتمین سیارک کشف شده‌است که در ۲۹ سپتامبر ۱۹۷۳ کشف شد.
قدر مطلق سیارک برابر 15.5 است.